# 多列士
奇斯佳科韋（烏克蘭語：Чистякове，羅馬化：Chystiakove，發音：[t͡ʃɪsʲtʲɐˈkɔwe] ⓘ），俄罗斯当局称多列士（羅馬化：Torez），是乌克兰顿涅茨克州霍尔利夫卡区奇斯佳科韋市鎮内的城市及该市镇的行政中心，現事实上由俄羅斯佔領，俄方區劃為頓涅茨克人民共和國的直辖市。該市始建於1778年，面積83.5平方公里，海拔高度262米，2022年人口数量为53,462人。

## 城市名稱
该市原名为“奇斯佳科韦”，于1964年更名为“多列士”，以纪念同年逝世的法国共产党总书记莫里斯·多列士。
2016年5月，乌克兰最高拉达根据去共产主义化法律拟定把市名改回原名，但俄罗斯傀儡当局仍继续使用“多列士”之名。

## 历史
2014年4月中旬，该市在顿巴斯战争期间被頓巴斯親俄武裝占领。

## 圖集

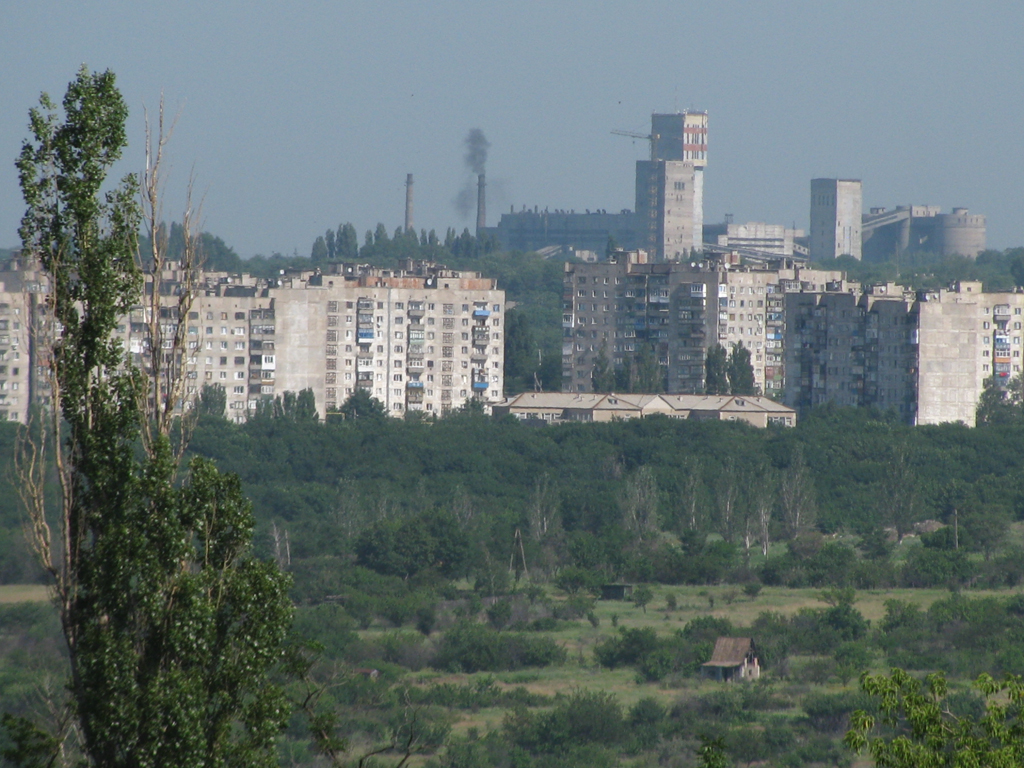
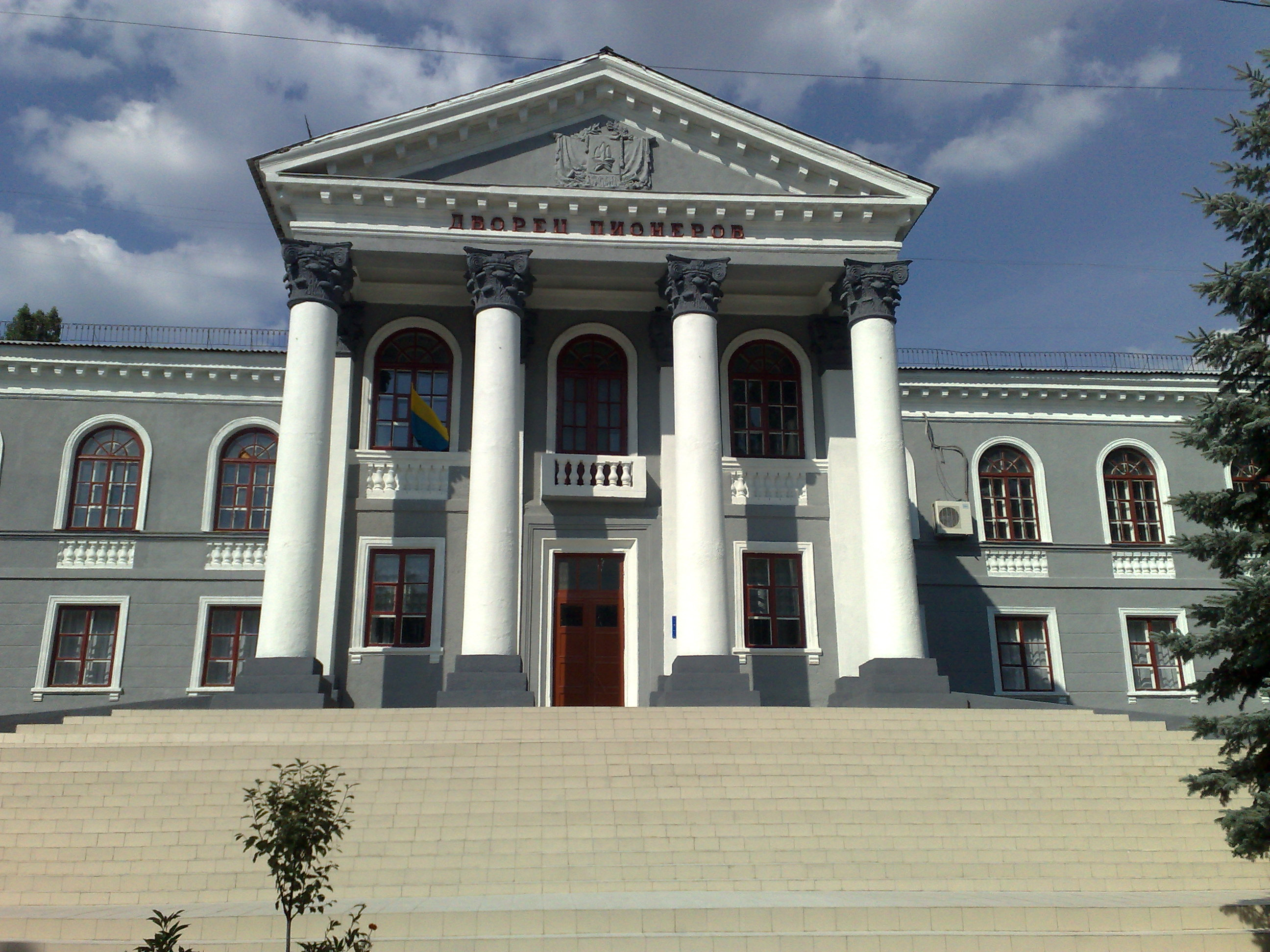
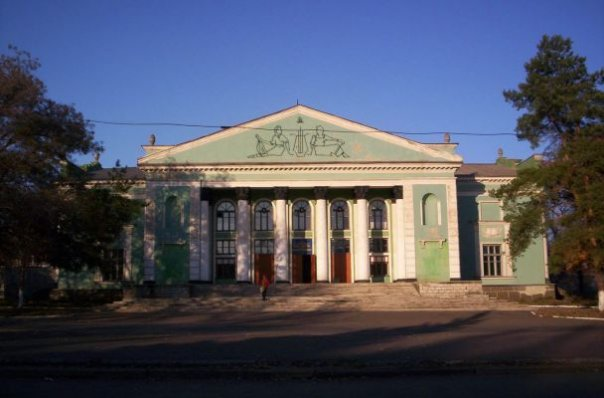
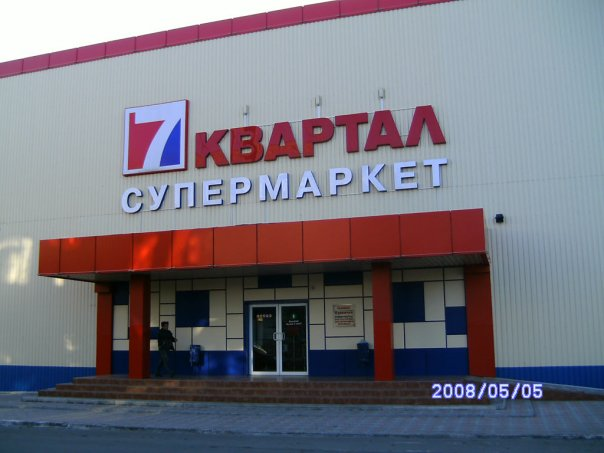
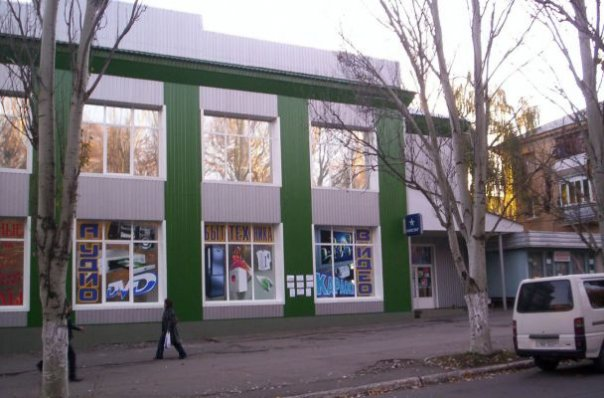
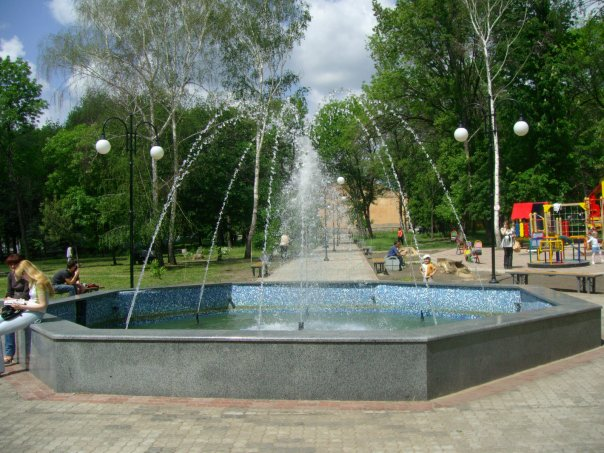
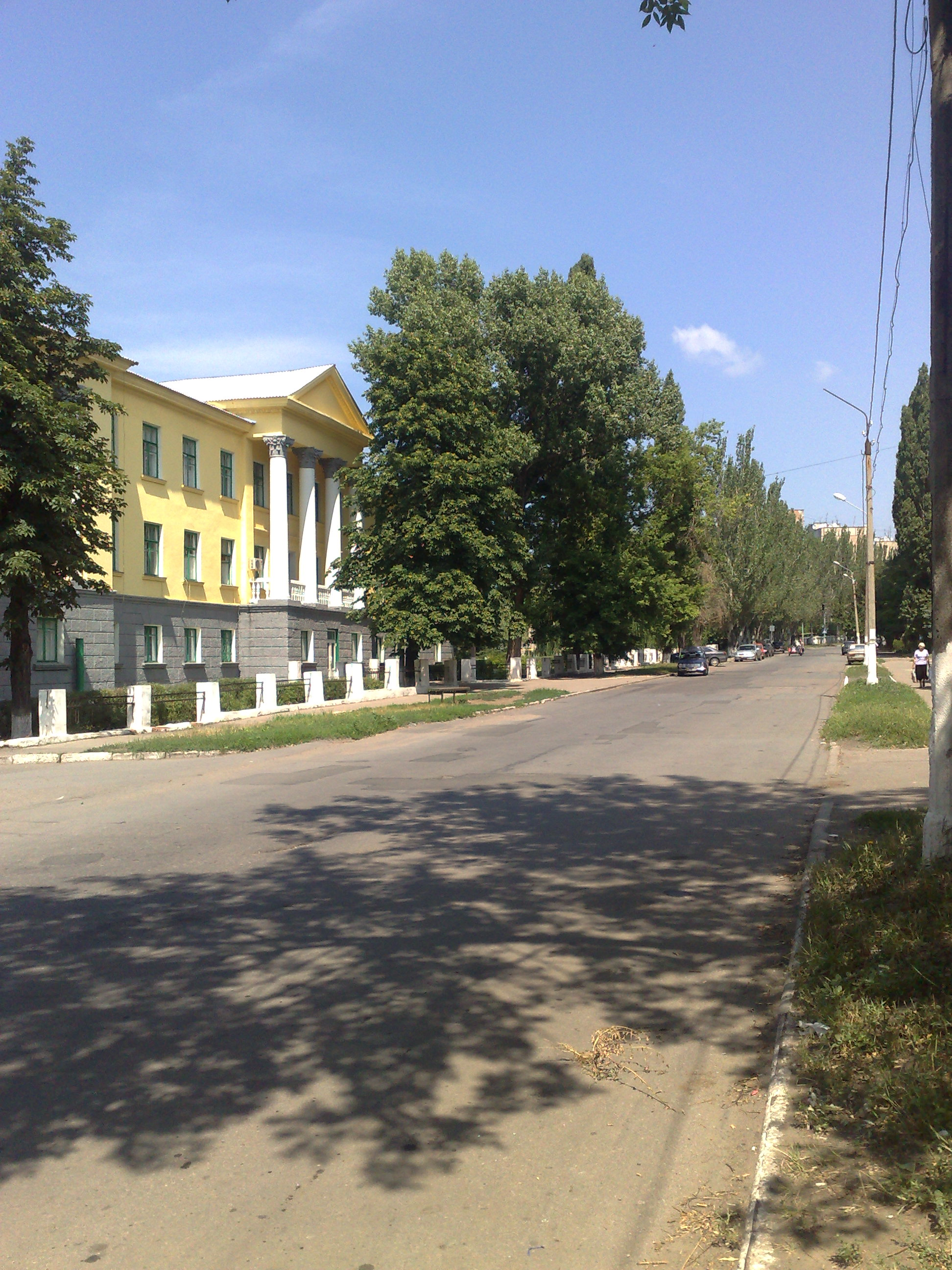
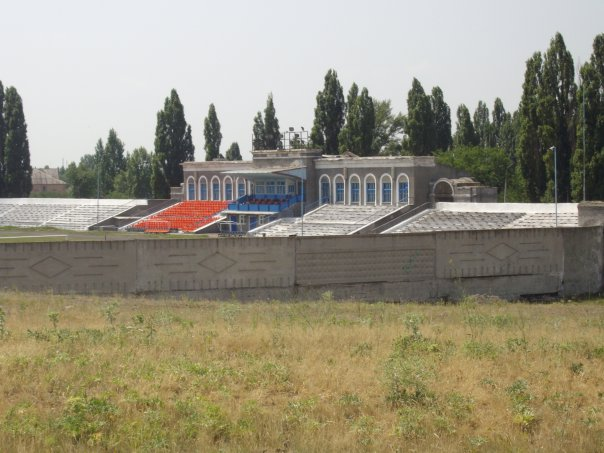
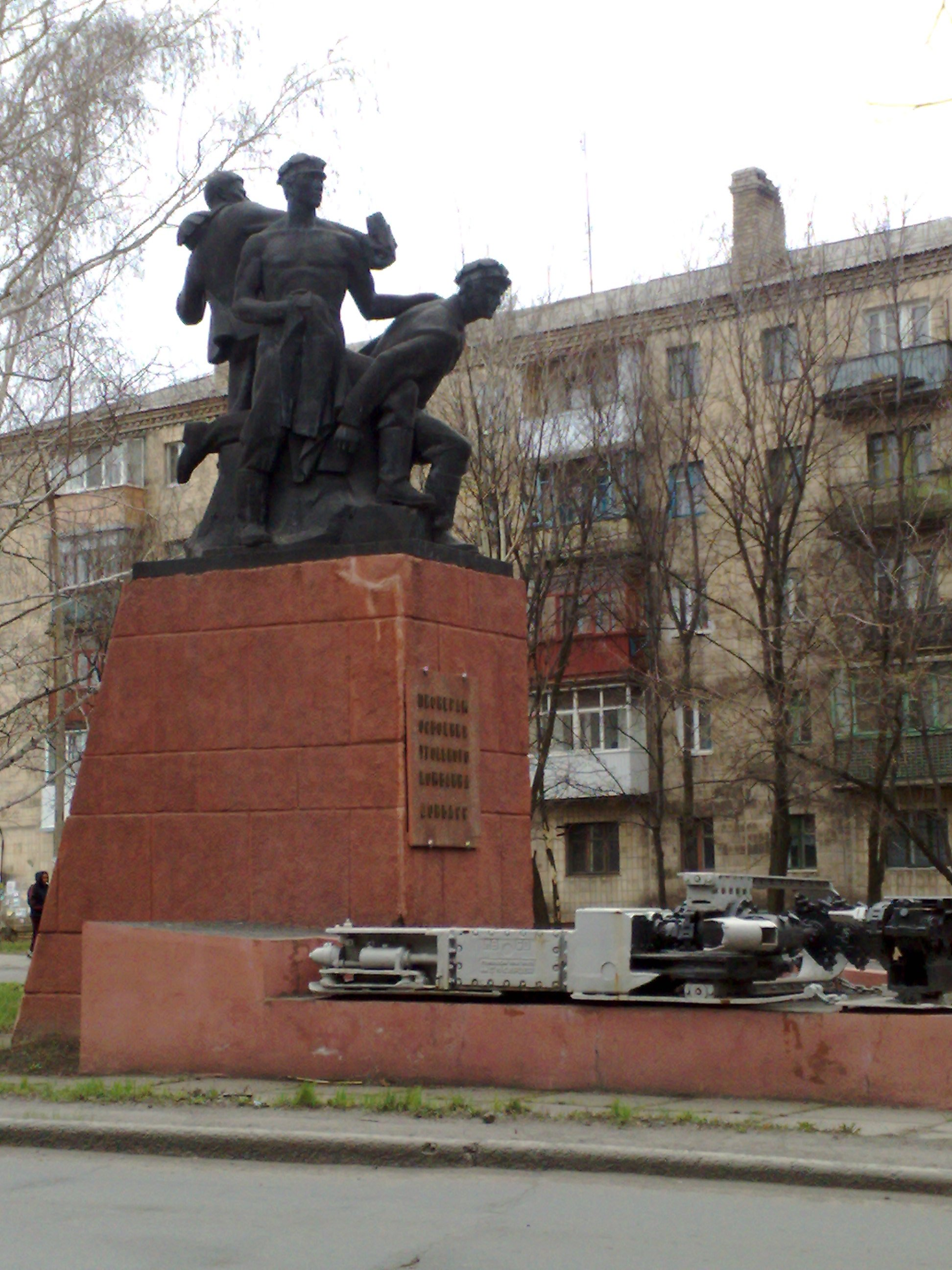
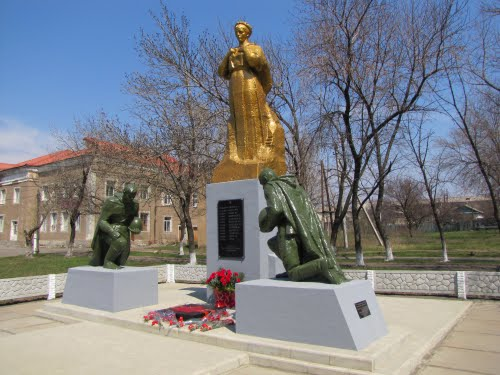
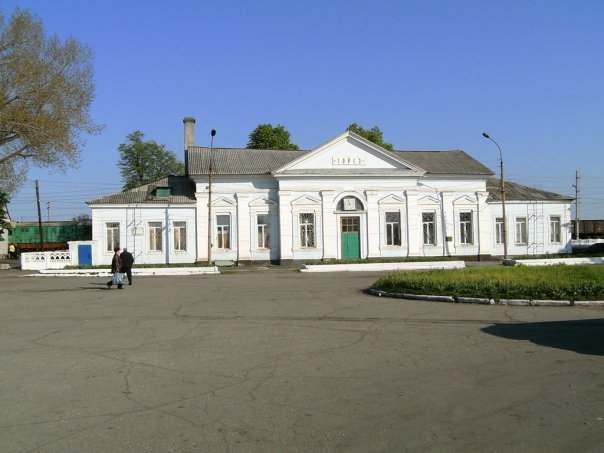
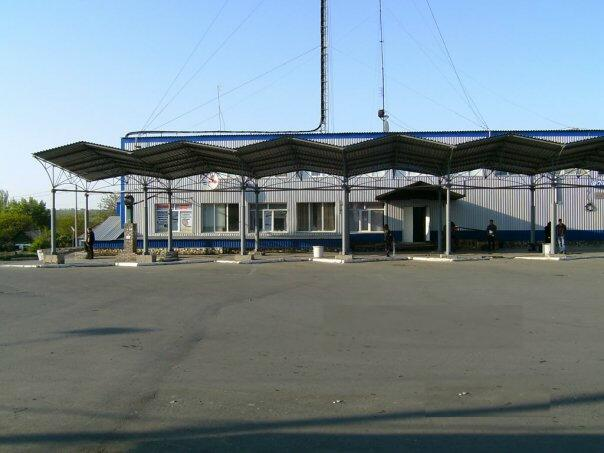
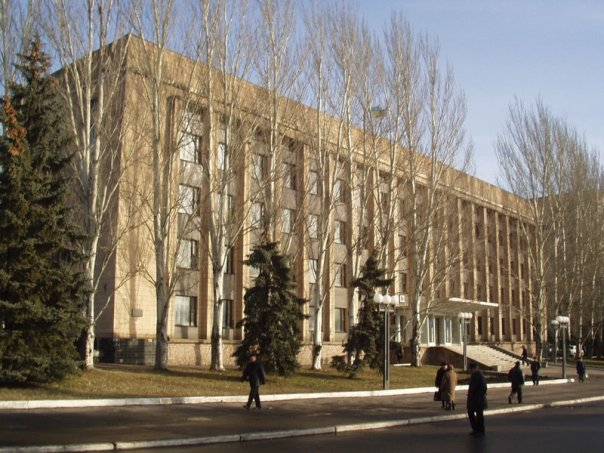